# Artocès
Artocès ou Artag est un roi d'Ibérie du Ier siècle av. J.-C., de la dynastie artaxiade. Il règne de 78 à 63 av. J.-C. selon la chronologie de Cyrille Toumanoff.

## Biographie
Les Chroniques géorgiennes, qui le considèrent comme un Arsacide, lui prêtent un règne de quinze ans, de l'an 81 à 66 av. J.-C. Selon Cyrille Toumanoff, il était le fils du roi Artaxias Ier et donc le petit-fils du roi d'Arménie Artavazde Ier et ainsi le cousin d'Artavazde II. Il se serait allié avec le roi du Pont Mithridate VI puis avec Tigrane II d'Arménie contre Pompée et les Romains. 
Son règne enregistre de ce fait un synchronisme avec l'histoire romaine. À la suite de la défaite de l'Arménie et du Pont face aux Romains, le Karthli se retrouve seul. Pompée, voulant poursuivre Mithridate VI, réfugié sur les bords de la mer Noire, doit combattre successivement Oroezès, roi des Alains, et « Otokos ou Artocès », roi d'Ibérie.
Le Romain prend « Acropolis » (sans doute la citadelle d'Armaz), traverse le Kour, relance Artocès au-delà du fleuve « Pélore » (qui semble être l'Aragvi) et force le roi à lui demander la paix au printemps 65 av. J.-C.. Le nom d'Artocès figure sur un panneau sur lequel était rapportée la liste de rois vaincus mais absents lors du triomphe de Pompée à Rome.
Depuis ce temps, et ce jusqu'à Vakhtang Ier, au Ve siècle, les Géorgiens devinrent les vassaux des Romains 
D'une femme inconnue, il a eu plusieurs fils, dont un seul est connu, Pharnabaze II.